# مفيد صيداوي

## عن حياته
ولد الكاتب والاديب مفيد صيداوي في قرية عرعرة الفلسطينية- لواء حيفا بتاريخ 19.09.1950م. لواليده إبراهيم قاسم صيداوي وآمنه خضر الشيخ عبد وهما أيضا من مواليد قرية عرعرة - المثلث.
سنة 1978م تزوج من لطفية محمود صالح أبو عقل اخت النقابي جهاد أبو عقل. سكن الكاتب طيلة حياته في قريته عرعرة الواقعة على سلسلة جبال الخطاف. حيث تاثر بجبالها وطبيعتها مما دعاه لاستعمال «ابن الخطاف» كلقب خاص به في بعض الكتابات السياسية التي نشرها. كان محبا للمطالعه واللغة منذ صغرة.

## المسار التعليمي
تعلم المرحلة الابتدائية حتى الصف الثامن في مدرسة عرعرة الابتدائية (الأميرية ومن ثم أطلق عليها المشتركة) التي ضمت طلابا من قرية عارة وعرعرة وجوارهما. وبعد ذلك تعلم في مدرستي الطيبة والطيرة الثانوية منهيا المرحلة التوجيهية (البلوغ) في مدرسة الطيرة الثانوية.
تعلم في كلية «منشة» في مدينة الخضيرة موضوعي اللغة العربية وتاريخ الشرق الأوسط وحصل على شهادة انهاء ثلاثة سنوات تعليمية. حصل على اللقب الأول من جامعة تل ابيب في موضوعي اللغة والادب العربي والتاريخ العام، ثم حصل على القب الثاني من نفس الجامعة في موضوع اللغة والأدب العربي وبعد ذلك لقبا ثانيا في موضوع الإدارة والقيادة التربوية من كلية التربية في جامعة تل ابيب، وفي نفس الجامعة انهى كذلك تعليمة وواجباته للقب الثاني في موضوع تاريخ وفلسفة التعليم ولكنه لم يقدم الدراسة النهائية.
حصل على منحة في ألمانيا الديمقراطية للحصول على شهادة الدرجة الثالثة (الدكتوراة) وقدم برنامجه البحثي للبروفيسور «هولجير برايسلر» في جامعة «لايبتسيغ» في ألمانيا وقبلت وبسبب ما حدث في عام 1989 - 1990م عاد إلى ارض الوطن دون ان ينهي جميع واجباته للقب الثالث.

## المسار المهني
- في 1.09.1969م بدا التعليم في مدرسة برطعة الابتدائية، ربى خلالها الصف الثاني، وفي نفس السنة بدأ يعلم ستة حصص في مدرسة السلام في عرعرة التي علم بها حتى العام 2005.

- في عام 1994 - 2000م عمل محاضرا للغة العربية والادب العربي وادب الأطفال في كلية ا لاخوة «احفا» في شمال النقب.

- من 2000 - 2005م عمل محاضرا للغة والادب العربي في كلية "بيت بير" لإعداد المعلمين العرب وخلال ذلك عمل مديرا لمركز كامل كيلاني لأدب الأطفال في الكلية.

- من 2005 - 2008 عمل مديرا لمدرسة كفرقرع الثانوية في المثلث الشمالي.

- من 1994 - 2017 عمل محاضرا للغة والادب العربي وادب الأطفال في كلية أورنيم للتربية، كان أيضا خلالها عضوا في هيئة تحرير مجلة "كاف نطوي" باللغة العبرية وبعض الترجمات باللغة العربية وهي مجلة سنوية يصدرها المحاضرون والطلاب في الكلية، ينشرون بها ابداعاتهم الأدبية والفنية. أسس مجلة بواكير في اللغة العربية كمجلة سنوية لإبداع الطلاب والمحاضرين في الكلية صدر منها أربعة اعداد على مدار أربع سنوات، وساهم في تأسيس صفحات في اللغة العربية في موقع الكلية الإلكتروني، وعضوا في مجلس «مريم روت» لادب الأطفال لعدة سنوات ومتطوعا في برنامج ثقافة من راديو اورنيم الذي استضاف فيه مجموعة من الشعراء والمربين العرب.

- بدأ في العام 1994م يعلم في مدرسة عرعرة الثانوية في وظيفة جزئية حتى خروجه للتقاعد في 31.08.2017م. علم خلالها مواضيع ادب الأطفال، اللغة والادب العربي، الفلسفة وموضوع الهوية، واسس مركز زينب لأدب الأطفال بعد وفاة الطالبة زينب أبو العيلة ونجاحها في التوجيهي/ البلوغ بعلامات عالية، واسس المنتدى الثقافي في المدرسة (تطوعا) حاضر فيه لطلاب المدرسة خيرة المحاضرين ورجال التربية.

## النشاط الثقافي
أسس مع مجموعة من الشباب الغيور في بلده مجلة الإصلاح التي حولها مع ذوي الغيرة كمجلة شهرية ثقافية قطرية وما زالت تصدر حتى الآن عن دار الأماني للنشر والتوزيع.
أسس مع مجموعة من الشباب الغيور على بلده «مسرح الشباب» الذي قدم مسرحية أبو الأنبياء للأديب محمود عباسي وبإخراج زميله فوزي محاميد ولاقت نجاحا باهرا.
ساهم في 2014.06.19م في تأسيس «اتحاد الكرمل للأدباء الفلسطينيين» وهو اليوم عضو في ادارته القطرية.

## الإصدارات

### في ادب الأطفال
1. وفي المساء... نامت الشمسان - للأجيال 3-8 سنوات، صدر في آذار 2017 عن مركز لمار لأدب الأطفال ودار الأماني للنشر والتوزيع.
2. غندورة وحبوب - للأجيال 3-8 سنوات، صدر عن مكتبة كل شيء في حيفا، عام 2004م. (ترجمت للغة الإنجليزية- على يد الأستاذ وجيه عوض ونشرت في تشرين أول 2004 - Ghandura and Habboob.
3. أحلام وبسام - للأجيال 3-8 سنوات، صدر عن مكتبة كل شيء في حيفا، عام 2004م.
4. لماذا تختلف الوان البشر؟، قصة تعليلية للأجيال 3-8 سنوات، صدرت عن مركز ادب الأطفال في الناصرة، عام 2005م.
6. الأسماك الراقصة، للأجيال 5-10 سنوات، صدرت عن ع.الق. دار الهدى كفرقرع، عام 2006م.
7. في أدب الأطفال والفتيان، يشمل الكتاب على مقالات وقراءات وانطباعات في أدب الأطفال، إصدار دار الأماني للنشر والتوزيع، 2021م.

### كتب ثقافية
1. شعراؤنا الجزء الأول - تناول شعراء من الجاهلية وصدر الإسلام، صدر عن دار الأماني للنشر والتوزيع. عام 1995م.
2. شعراؤنا الجزء الثاني - تناول شعراء من الشعراء العرب في العصر الحديث، صدر عن دار الأماني للنشر والتوزيع، عام 1995م.
3. شعراؤنا الجزء الثالث (الصبار)- تناول شعراء معاصرون من الجليل والمثلث، صدر عن دار الأماني للنشر والتوزيع في أيلول 1997م.
4. ثورة عبد الرحمن بن الاشعث، بحث تاريخي في زمن الدولة الاموية، صدر عن دار الأماني للنشر والتوزيع في تموز 1996م.
5. الأرض الطيبة، توثيق وقراءة تاريخية ليوم الأرض الأول، صدر عن دار الأماني للنشر والتوزيع في آذار 1998م.
6. كتابة على جدار الجامعة، مقالات في السياسة والمجتمع، إصدار خاص، أيار 1990م.
7. بلدتي عرعرة بمشاركة سهى مرعي، إصدار خاص آب 1989.
8. من عارة وعرعرة ريشتي، نقالات في عارة وعرعرة والمسيرة التعليمية، إصدار دار الأماني للنشر والتوزيع، أيار 2017م.
9- جمال عبد الناصر والاخوان المسلمون، دراسة تاريخية، لمناسبة الذكرى الخامسة والثلاثين للثورة المصريّة، إصدار خاص، عام 1988م.
10- أدب الحركة الإسلامية في إسرائيل، دراسة علميّة، وأول محاولة لدراسة هذا الأدب من مصادره الأولى حتى العام 1979، إصدار دار الأماني للنشر والتوزيع، 2021م.

### كتب توثيقية
1. ذاكرة من الزمان- باقة الغربية، إصدار مؤسسة الحنين - عرعرة، 2011م.
2. ذاكرة من الزمان - كفر برا، إصدار مؤسسة الحنين - عرعرة، 2012م.
3. ذاكرة من الزمان - عارة وعرعرة بمشاركة عبد الحكيم سمارة، إصدار مؤسسة الحنين- عرعرة، 2013م.
4- ذاكرة من الزّمان - تناول قرى «زيمر» بير السكة المرجة ابثان - في المثلث الأوسط إصدار مؤسسة الحنين، عام 2014م

### ترجمات
1. اين بلوط، تاليف الكاتبة العبرية «ليئا جولد بيرج»، إصدار مركز ادب الأطفال العربي في حيفا 1999م.
2. بسبوسة، تاليف الكاتبة العبرية «حنا جولد بيرج»، إصدار مركز ادب الأطفال العربي في حيفا 1999م.

### مجلات
1. الإصلاح، مجلة شهرية مستقلة للثقافة والادب والتوعية والإصلاح، تصدر منذ عام 1970م، تصدر عن دار الأماني للنشر والتوزيع.

### من مقالاته الثقافيه
1. حوار في ظل «كوفيد 19»
2. تثقيف في ظل الكورونا – الوطن في أدب الأطفال والفتيان
3. رتّبي أوراقي كما كانت